# Orjachovo
Orjachovo (bulharsky Оряхово) je město ležící v severozápadním Bulharsku, v Dolnodunajské nížině, v pahorkatině u Dunaje. Město je správním střediskem stejnojmenné obštiny a má přibližně 4 700 obyvatel.

## Historie
Území je osídleno od neolitu, jak dokládají archeologické nálezy, a z pozdější doby jsou doloženi Thrákové. Vedla tudy silnice Via Istrum, kterou postavili Římané poté, co oblast v 1. století dobyli a zřídili zde provincii Moesii. Za první Bulharské říše zde byla postavena pevnost Kamaka, kterou později prošly jednotky dvou křížových výprav vedené Zikmundem Lucemburským (1396) a Vladislavem III. (1444). Z oné doby pochází několik písemných dokumentů popisujících město a válečné události kolem něj. Jean Le Mengre, jenž se osobně podílel na obléhání Orjachova v roce 1396, zanechal krátký popis města. Podle Hanse Schiltbergera, účastníka téže výpravy, bylo město pět dní obléháno 200 křižáky, ale bylo dobyto, až když místní pravoslavné obyvatelstvo povstalo a vyhnalo Osmany. Potvrzuje to třetí zdroj — báseň od Petra von Retze, dalšího účastníka Zikmundova tažení. V Charlesově pokračování velké francouzské kroniky ze Saint-Denis u Paříže se ve třetí osobě vypráví o obléhání Orjachova. Píše se, že pevnost byla vybavena dvojitým hradbami s rovnoměrně rozmístěnými věžemi, z nichž poté, co bylo město dobyto křižáky a zapáleno, zůstala pouze jedna obdélníková dvoupatrová věž.
Během osmanské nadvlády se Orjachovo stalo sídlem kazy a fungovalo jako přirozené ekonomické centrum. Hadži Halfa navštívil město v roce 1648 a zanechal informace, podle nichž bylo okolí města opuštěno a neobděláváno. Podrobné informace o Orjachově v tomto období zanechal cestovatel Evlija Čelebi, který město navštívil kolem roku 1656. Popisuje jej jako živé dolní město se čtyřmi stovkami kamenných domů, mešitou, kaplí a madrasou. Podle Čelebiho bylo po dlouhém obléhání město dobyto Michalem Chrabrým a pevnost byla zničena. Zbytky pevnosti, která stála na žlutém kopci, měly tehdy pětiúhelníkový tvar, přičemž věže zůstaly zachovány. Uvnitř nebylo více než sedm budov a opevnění nebylo udržováno z vojensko-strategických důvodů. Také uvádí, že vinice a zahrady se nacházely poblíž města. V adresáři z roku 1726 vytištěném v Bruselu bylo Orjachovo zmíněno jako jedno z významných podunajských měst a jeden z hlavních zásobovacích uzlů Osmanské říše pro zboží ze západní Evropy s přístavem, do kterého připlouvají rakouské, francouzské, ruské a anglické lodě.
Národní obrození se projevilo zřízením sekulární školy (1857) a knihovny (1871). V roce 1837 byl vysvěcen kostel sv. Jiří, který je dnes kulturní památkou celostátního významu. V červenci 1872 navštívil město Vasil Levski na cestě do Bukurešti a zpět v souvislosti s revoluční činností. Město bylo osvobozeno rumunskými vojsky 21. listopadu 1877 po třech dnech bojů  a následně se stalo součástí Bulharského knížectví. K připomince na padlé rumunské vojáky byl postaven pomník se sochou od italského sochaře Arnalda Zocchiho. Po osvobození se stalo Orjachova dynamickým obchodním městem na Dunaji s bohatým kulturním životem a vysokou úrovní vzdělání. Začal se rozvíjet i průmysl. Město bylo po tři měsíce centrem gubernie a poté, v období 1878-1882 a 1884-1889, správní střediskem okruhu, který zahrnoval dva okresy (orjachovský a bjaloslatinský) s celkovým počtem 74 000 obyvatel. Na začátku 20. století se vzhled města změnil díky komplexu budov, jejichž architektonický styl byl ovlivněn západními vzory; mnohé budovy se zachovaly dodnes. Významnějšími událostmi z tohoto období byla výstavba železniční trati Červen Brjag - Orjachovo (1926), otevření nového kostela Nanebevzetí (1911) a dokončení budovy knihovny, navržené významnými architekty Ivanem Vasiljovem a Dimitărem Colovem (1936). V roce 1961 byl otevřen závod na náhradní díly a zpracování kovů „Dunaj“. Byl jedním z prvních průmyslových podniků a po úspěšné transformaci funguje i v 21. století.

## Obyvatelstvo
Ve městě žije 5 165 obyvatel a je zde trvale hlášeno 5 502 obyvatel. Podle sčítání 1. února 2011 bylo národnostní složení následující:
- Bulhaři: 3 945 (88.2 %)
- Romové: 401 (9.0 %)
- Turci: 78 (1.7 %)
- ostatní: 47 (1.1 %)